# Thomas Wansch

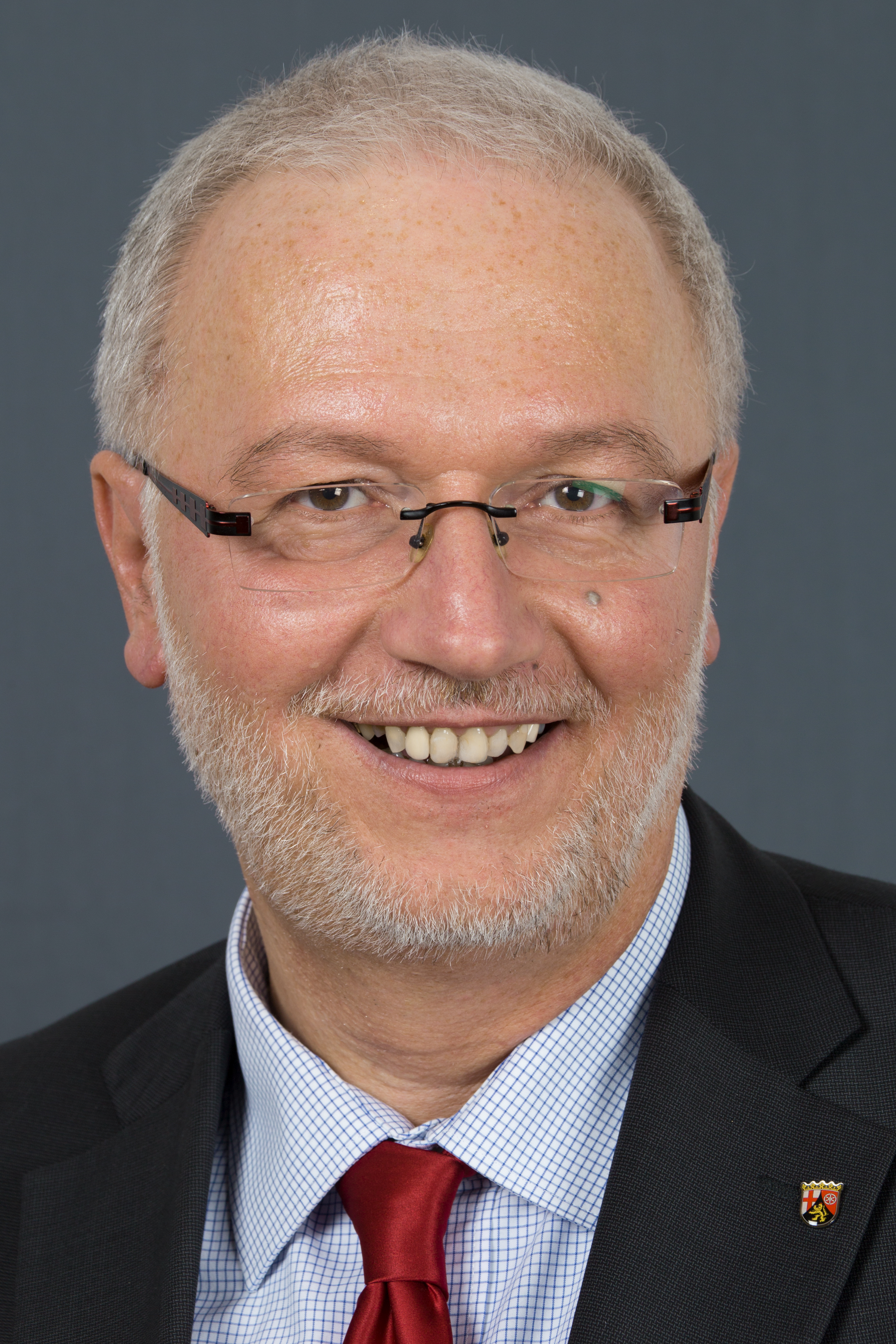
Thomas Wansch (2016)

Thomas Wansch (* 28. Mai 1960 in Kaiserslautern) ist ein deutscher Politiker (SPD). 

## Werdegang
Wansch machte 1980 das Abitur und war im Anschluss bis 1982 Zeitsoldat. Nach dem Diplomabschluss an der Fachhochschule für öffentliche Verwaltung in Mayen 1987 arbeitete Thomas Wansch von 1987 bis 2003 beim Landkreis Bad Dürkheim, anschließend bis 2006 als Oberamtsrat bei der Kreisverwaltung Kaiserslautern. Ab 1977 war er Übungsleiter für Turnen und Breitensport im TPSV Enkenbach. Von 1983 bis 1994 war er Vorsitzender der Pfälzer Turnerjugend, von 1993 bis 2000 Vorsitzender der Sportjugend Pfalz und von 2000 bis 2010 Vizepräsident Finanzen des Landessportbundes Rheinland-Pfalz. Seit 1993 ist er Vorsitzender des Turngaus Sickingen sowie seit 2003 Vorsitzender des TPSV Enkenbach.
Thomas Wansch ist verheiratet, hat einen Sohn und lebt in Sembach im Landkreis Kaiserslautern.

## Politik
Thomas Wansch ist seit 1998 Mitglied der SPD und seit 2004 Vorstandsmitglied des SPD-Unterbezirks Kaiserslautern. Im Mai 2006 wurde er als Direktkandidat des Wahlkreises 44 (Kaiserslautern II) in den Rheinland-Pfälzischen Landtag gewählt. Bei den Landtagswahlen 2011 und 2016 konnte er den Wahlkreis verteidigen. Bei der Landtagswahl 2021 gewann er das Direktmandat im Wahlkreis 45 (Kaiserslautern II).
Er ist Vorsitzender des Haushalts- und Finanzausschusses, Mitglied im Ausschuss für Europafragen und Eine Welt sowie stellvertretender Vorsitzender der Rechnungsprüfungskommission.